# SEEC-T
速霸陸廢氣抑制空氣導入式燃燒控制系統（Subaru Exhaust Emission Control-Thermal & Thermodynamic System）一般縮寫成SEEC-T，乃是日本富士重工業（速霸陸前身）為了因應昭和50年（1975年）以降的汽車廢氣排放標準，所開發出來的廢氣淨化技術。

## 概要
和其他同業在此時期的作法一樣，富士重工業在各車種之車尾貼有「SEEC-T」的貼紙或銘牌，甚至廣告宣傳時直接冠上SEEC-T之名，因此很容易和舊車款區隔。一般說來從1975年起採用此技術，而且「不使用觸媒」的方法比其他同業還要早，翌年日本當局才將此項要求納入法規。

## 發展過程

### 前身SEEC系統
1970年美國通過《空氣淨化法》（俗稱《馬斯基法案》），為了向北美市場輸出產品，富士重工業在速霸陸Leone與速霸陸BRAT所搭載的EA63型、EA71型引擎上加裝SEEC系統，同時車尾貼著「SEEC」的字樣。
此套系統肇始於1970年代前半期開始銷往北美洲的速霸陸ff-1 Star，對該公司而言因為初次接觸廢氣處理裝置，為了萬無一失而改良屏蔽式吹漏氣還原裝置、怠速限制器等。同時期的美國車款主要搭載V型八汽缸引擎，經過摸索研究之後採用名為「空氣噴射反應器」（air injection reactor）的氣泵式二次空氣導入裝置，使用於1969年至1971年期間出口的車輛上。後來，速霸陸技術團隊逐漸熟悉該地的廢氣排放標準，從1972年至1974年間暫時捨棄氣泵，改採在化油器裝設自動阻風門，以及減速時減少碳氫化合物。只要由地區經銷商調整點火時間便可以通過北美市場的法規，1974年式車款針對規定比較嚴格的加利福尼亞州，則以前述裝置外加EGR排氣再循環技術對應。
同一時期日規版從1970年式（昭和45年）的速霸陸ff-1 1300G起便以屏蔽式曲軸箱通氣管、怠速限制器等因應當地的規定，翌年再增加設置活性碳罐（charcoal canister）。1973年為了因應昭和48年汽車廢氣排放標準，除前述裝置之外，追加以溫水預熱節氣門的化油器加熱器、暖空氣進氣口（warm air intake）、可以抑制當節流閥急遽返回而增加碳氫化合物的緩衝器，以及由地區經銷商安裝負壓提前點火器等。
1975年以降昭和50年汽車廢氣排放標準及「馬斯基法案」規定必須將碳氫化合物比以前少於十分之一，東洋工業（馬自達前身）的轉子引擎使用「溫控反應器」（thermal reactor）將廢氣中殘餘的碳氫化合物混合空氣後再度燃燒，卻因過熱問題未能獲得速霸陸之採納。其他氧化、還原、三元等各種觸媒在1973年時也存在著可靠性不足、成本過高等問題，因此有三種SEEC系統的研究開發同時並行著：
- SEEC-B：因應1975年馬斯基法案及昭和50年汽車廢氣排放標準，包含「以氣泵或舌簧閥（英语：Reed valve）二次空氣導入裝置」加上「氧化或還原觸媒」的主體技術，加州版另追加EGR排氣再循環技術。
- SEEC-C：因應1976年馬斯基法案及昭和51年汽車廢氣排放標準，包含「以氣泵或舌簧閥（英语：Reed valve）二次空氣導入裝置」加上「氧化觸媒+還原觸媒（雙重催化劑）、EGR排氣再循環技術」的主體技術。不過當時日本規定必須定期更換觸媒，故原廠採取作業方便的顆粒狀催化劑。
- SEEC-T：然而催化劑必須使用大量的貴金屬，在耐久性、價格、穩定供給等各方面十分不穩定，因此必須推進到不仰賴催化劑的SEEC-T系統。

### 針對輕型車的SEEC-K系統
自1958年速霸陸360問世以來，輕型車一向採用二衝程直列二缸引擎。從一開始強制氣冷的EK31型、採用進氣舌簧閥的EK33型，一直到汽缸本體改為水冷式的EK34型。針對輕型車的廢氣處理方式，1971年式的速霸陸R-2氣冷式EK33型引擎額外裝設屏蔽式曲軸箱通氣管及怠速限制器。當時原理上氮氧化物的產生量不多，原則上不可能發生未燃燒的油氣（吹漏氣）排往曲軸箱外的情況（因為通氣管的概念並不存在），因此原廠將這一點當成二衝程循環引擎的優點並大力宣傳。R-2的後繼車種速霸陸Rex所搭載的EK34型恰好也納入昭和48年汽車廢氣排放標準的範圍，於是除了前述的裝置以外，原廠另外調整點火時間、微調分離供油裝置的油泵、以溫水預熱節氣門的化油器加熱器、「速霸陸ISV」（（日語）アイドリング・サイレンス・バルブ，（英文）idling silence valve）閥門等以克服困難，但是以二衝程循環的先天條件難以通過昭和50年汽車廢氣排放標準。
昭和51年汽車廢氣排放標準對於二衝程的輕型車設定了暫定標準值，所以速霸陸和其他對手如鈴木、大發一樣暫時保留二衝程引擎，並開發新的廢氣排放技術以便符合規定。事實上，當時速霸陸為了讓二衝程引擎通過馬斯基法案，曾經嘗試安裝機械式燃料噴射裝置及後段燃燒廢氣的手段，但是依照當時的技術不管以哪種方式，始終無法克服排氣溫度異常上升的難關，最終還是像三菱、馬自達一樣選擇朝向四衝程循環的道路發展。EK族引擎轉向四衝程的作法是重新設計EK3x族，機油泵使用EA族引擎的次擺線油泵（（日語）トロコイド型ポンプ），汽門機構則比EA族更早一步採用同步帶的SOHC。至於直列二缸四衝程引擎特有的振動問題，則依據著名工程師弗雷德里克·蘭徹斯特提出將兩根平衡軸的位置上下交錯以便消除引擎的振動而解決，於是排氣量360c.c.、四衝程的EK2x族引擎從1973年10月小改款的Rex開始使用。這段期間SEEC-B的概念應用於輕型車產品上，採取「舌簧閥二次空氣導入裝置」加上「氧化觸媒」的方式，冠以「SEEC-K」之名稱刊登於汽車目錄上。

### SEEC-T系統的出現
SEEC-T本來是SEEC-B/C的第二方案，以抑制燃燒室溫度來降低氮氧化物的排放，目標是適當維持稀薄燃燒及排氣溫度來抑制一氧化碳、碳氫化合物，特徵是舌簧閥二次空氣導入裝置的基礎技術加上EGR排氣再循環裝置。EA族引擎屬於大缸徑短衝程型引擎（oversquare engine），其特性是汽門重疊較大。於是原廠工程師延長進氣歧管、將兩個排氣埠以Y字形匯成一個、進排氣埠插入襯套以減低溫度、排氣歧管周邊零件加上雙重外殼以適當維持排氣溫度在700℃至750℃之間，藉由這些手法實現了無觸媒、無氣泵等輔助。在北美洲寒冷地帶的測試中，由於進氣預熱不足導致化油器結霜，所以用加熱器預先加熱排氣管的進氣、曲軸箱通氣管由屏蔽式改成強制通風閥（俗稱PCV閥）等手段來處理。
1974年7月24日本屬次要計劃的SEEC-T系統，通過了美國國家環境保護局的1975年汽車廢氣排放正式認定測試，同時因為美國當據暫時擱置適用馬斯基法案75年及76年的法定標準值，所以該系統升格為主要對應計劃，SEEC-B/C系統反而降成次要計劃。之後小幅度調校引擎的結果顯示，即便使用SEEC-T系統也能完全符合馬斯基法案的規定，於是1975年1月13日富士重工業正式在國內發布新聞稿，表示8月份起將使用搭載SEEC-T系統的EA族引擎，成為首輛符合昭和51年汽車廢氣排放標準的輕型車。

### 轉向三元催化劑
1978年昭和53年汽車廢氣排放標準生效，該法規號稱當時全球最嚴苛，比73年馬斯基法案的標準值還要低8%，原廠對應的手法僅有在SEEC-T之外追加EGR排氣再循環、進氣溫度自動調整裝置等。但是以北美市場為重心的富士重工業面對逐年嚴格的法定標準值，以及改良引擎之際容易陷入排氣淨化與油耗表現的折衷關係，再加上美國開始實施企業平均燃油經濟性標準（Corporate Average Fuel Economy Standards，俗稱「CAFE」），因此SEEC-T系統的設計變得難以應付各國的法定標準值。
1979年（昭和54年）日本制定通稱「節能法」的《能源的使用合理化等相關法律》，規定車重750kg-1000kg之間的汽車油耗基準為13km/L，同時刪除了車廠定期交換觸媒的義務，於是日本車廠中第一個決定採用整裝三元催化劑的是富士重工業。一開始並沒有使用可控制空燃比反饋的氧氣感測器，不過油耗表現也比SEEC-T系統多出2km/L，勉強達成CAFE的標準值。1981年（昭和56年）富士重工業在EA81型引擎上導入類比型ECU的電子控制式化油器（ECC），成本比空燃比反饋控制還要低。雖然電子燃油噴射控制系統（EFI/EGI）從1974年開始測試，但其成本比較貴，況且即便ECU故障ECC仍可運作，這種冗餘功能獲得原廠內部的高度評價。1982年切換成數位型ECU之後，該公司長期使用在自然進氣引擎上。於是隨著第二代（1981年-1986年）|第二代Rex從後置後驅改成前置前驅的佈局方式，也順道轉成二軸式平衡軸及三元催化劑，SEEC-T系統也就此畫下句點。

## 內部連結
- 速霸陸EA族引擎
- 速霸陸EK族引擎
- 稀薄燃燒
- 排氣再循環
- 三菱MCA系統

## 外部連結
- （日語）山岸曦一：排出ガス対策を中心にしたスバルエンジンの開発 （页面存档备份，存于）
- （日語）日本の自動車技術330選 - EA-71 （页面存档备份，存于）
- （日語）ＳＥＥＣ－Ｔ